# 고후시미 천황
고후시미 천황(일본어: 後伏見天皇, 1288년 4월 5일 ~ 1336년 5월 17일)은 제93대 일본 천황이었다. 그의 치세는 1298년에서 1301년까지였다. 이 13세기 주권은 그의 아버지 후시미 천황(伏見天皇)의 이름을 따라서 호칭이 지어졌다. 그가 천황에 오르기 전의 개인 이름은 다네히토 친왕이었다. 그는 후시미 천황의 장남이었다. 그들은 지묘인 황통에 속하였다.

## 생애
- 1289년 황태자로 책봉되었다.
- 에이닌 6년 7월(1298) 후시미 천황 11년 천황이 양위하였고 계승(센소)는 그의 아들에게 주어졌다.
- 에이닌 7년(1299) 고후시미 천황은 왕좌(소쿠이)에 올랐다. 그리고 연호는 쇼안으로 바뀌어서 새로운 천황의 치세의 시작을 표시하였다.
- 1301년 다이카쿠지 황통의 회복으로 양위하였다.
- 1308년 동생이 하나조노 천황이 되었다. 그리하여 은퇴하였다.
- 1336년 사망하였다.

후시미 천황은 한동안 사원 천황으로 활동하였지만 얼마 후에 1313년에서 1318년까지 고후시미 천황이 그 기능으로 활동하였다.
하나조노 천황의 치세동안 바쿠후와 두 황통간의 협상은 합의가 도출되어 매 10년마다 두 황통간에 교대로 집권하는 것이었다.(범포 합의)
고후시미 천황은 그의 아들을 위해 황위를 얻는 데 도움을 얻기 위해 가모 신사의 신에게 바치는 유명한 기원문(plae)의 저자였다.
이 기원문은 결국 성공적이었지만 그의 양위후 33년이 지나고 나서야 고후시미 천황의 아들이 고곤 천황이 되었다. 고곤 천황은 최초의 북조 천황으로 무로마치 바쿠후의 지원을 받았다.

## 가계도
- 뇨고 : 코기몬인(広義門院) 사이온지 야스코(에이시)(西園寺 寧子) (1292-1357) - 사이온지 킨히로(西園寺 公衡)의 딸
  - 제1황녀 : 신시츠쵸마치인(新室町院) 쥰시 내친왕(珣子 内親王) (1311-1337)
  - 제3황자 : 카즈히토 친왕(量仁親王) - (고곤 천황)
  - 제5황자 : 시키히토 친왕(景仁親王) (1315-?)
  - 제2황녀 : 카네코(켄시) 내친왕(兼子 内親王)
  - 제9황자 : 토요히토 친왕(豊仁親王) - (고묘 천황)
- 후궁 : 지부교노 츠보네(治部卿局) -승려 호닌(法印) 타이고(泰豪)의 딸
  - 제1황자 : 손인 법친왕(尊胤 法親王) (1306-1359)
- 후궁 : 호리카와노 츠보네(堀河局) 타카시나노 쿠니코(호우시)(高階邦子) - 타카시나노 쿠니츠네(高階 邦經)의 딸
  - 제2황자 : 호슈 법친왕(法守 法親王) (1308-1391)
- 후궁 : 토온카타(東御方) 오기마치 모리코(스시)(正親町 守子) - 오기마치 사네아키라(正親町 実明)
  - 제6황자 : 쇼인 법친왕(承胤 法親王) (1317-1377)
  - 제7황자 : 쵸죠 법친왕(長助 法親王) (1318-1361)
  - 제8황자 : 료세이 법친왕(亮性 法親王) (1318-1363)
  - 제5황녀 : 쇼토쿠몬인(章徳門院) 코우코(코우시) 내친왕(璜子 内親王)
- 후궁 : 타이온카타(對御方) 오기마치씨(正親町氏) (1297‐1360) - 오기마치 사네아키라(正親町 実明)의 딸
  - 제4황자 : 자신 법친왕(慈真 法親王) 또는 타츠자네 친왕(尊実 親王) (1314-?)
  - 제4황녀 : 카쿠코 여왕(覚公女王)
  - 제10황녀 : 손도 법친왕(尊道 法親王) (1332-1403)
- 후궁 : 우쿄다이후노 츠보네(右京大夫局)
  - 제3황녀 : ?
  - 제6황녀 : ?

## 같이 보기
- 일본 천황